# Nachal Chadera
Nachal Chadera (hebr. ‏נחל חדרה‎; arab. ‏نهر الخضيرة‎, Nahr al-Mufdżir) – sezonowy ciek wodny, który płynie ze wzgórz na północy Zachodniego Brzegu i uchodzi do Morza Śródziemnego w izraelskim mieście Hadera. Strumień jest zanieczyszczony przez elektrownię Orot Rabin.